# Lu Hao (Politiker, 1967)
Lu Hao (chinesisch 陆昊, Pinyin Lù Hào; * 1967 in Shanghai) ist ein Politiker in der Volksrepublik China. Seit dem 19. März 2018 ist er Minister für natürliche Ressourcen.
Lu wuchs in Xi’an, Provinz Shaanxi, auf. Sein Vater war dort als Hochschullehrer tätig. Er absolvierte ab 1985, dem Jahr, in dem er auch Mitglied der Kommunistischen Partei Chinas wurde, ein Studium der Wirtschaftswissenschaft an der Universität Peking und erlangte 1994 den akademischen Grad Master. Während seines Studiums wurde er 1987 zum ersten Vorsitzenden der Studentenvereinigung an der Universität Peking seit der Kulturrevolution gewählt. Einer seiner Professoren war der renommierte Wirtschaftswissenschaftler Li Yining.
Nach seinem Studium arbeitet er in Führungspositionen im Management staatseigener Betriebe in Peking. Im Jahr 1999 wurde er Vorsitzender des Managementkomitees des Zhongguancun Wissenschafts- und Technologie-Parks, auch gerne als "Silicon Valley von China" bezeichnet. Anschließend wurde er stellvertretender Parteisekretär des Pekinger Stadtbezirkes Haidian, ehe er ab 2003 bis 2008 zum Vize-Bürgermeister von Peking, verantwortlich für Wirtschaftsangelegenheiten, aufstieg.
Im Jahr 2008 wurde Lu als Nachfolger von Hu Chunhua zum Ersten Sekretär des Kommunistischen Jugendverbandes Chinas gewählt.
Am 18. Parteitag der KPCh wurde er zum Mitglied des Zentralkomitees gewählt.
Als Nachfolger des zum Parteisekretär der Provinz avancierten Wang Xiankui wurde er am 25. März 2013 zum Gouverneur von Heilongjiang bestellt. Seine Position im Kommunistischen Jugendverband übernahm der bisherige stellvertretende Regierungsvorsitzende des autonomen Gebietes Tibet Qin Yizhi.